# Val-Hala
Val-Hala è una canzone scritta ed interpretata da Elton John. Il testo è di Bernie Taupin.

## Il brano
Proviene dall'album Empty Sky del 1969, del quale è la seconda traccia. Il brano potrebbe essere definito folk-rock, con una particolarità: vede Elton alle prese con il clavicembalo per tutta la durata della melodia. John suona anche l'organo; troviamo quindi Caleb Quaye alla chitarra acustica, Tony Murray al basso e Roger Pope alla batteria.

## Significato del testo
Il brano è chiamato Val-Hala sia sull'LP del 1969 che sul CD del 1995; sull'LP americano viene invece riportato il nome corretto, Valhalla. Il testo di Bernie Taupin parla, appunto, del Valhalla e del mondo guerriero vichingo. È l'unica canzone del duo John/Taupin trattante il tema della mitologia nordica.

## Esibizioni live
Elton inizialmente eseguì il brano in radio; negli anni successivi, però, Empty Sky fu oscurato da album ben più blasonati della discografia eltoniana, ragion per cui Val-Hala non è mai stata suonata in concerto.

## Musicisti
- Elton John - clavicembalo, organo, voce
- Caleb Quaye - chitarra
- Tony Murray - basso
- Roger Pope - batteria